# Bomarzo (Oper)
Bomarzo ist eine Oper in zwei Akten und fünfzehn Bildern (Op. 34) von Alberto Ginastera (Musik) mit einem Libretto von Manuel Mujica Láinez nach dessen eigenem gleichnamigen Roman von 1962. Sie wurde am 19. Mai 1967 im Lisner Auditorium in Washington, D.C. uraufgeführt.

## Handlung
Pier Francesco Orsini, dem körperlich beeinträchtigten Herzog von Bomarzo, wurde die Unsterblichkeit prophezeit. Zu diesem Zweck bereitet ihm sein Astrologe Silvio de Narni einen Zaubertrank, den Pier Francesco zu Beginn der Oper trinkt. Doch sein Neffe Nicolás hat den Trank aus Rache vergiftet. Während Pier Francesco im Sterben liegt, durchlebt er in Form von Rückblenden und Halluzinationen die Demütigungen und Träume seines Lebens erneut. Bereits als Kind wurde er von seinen Brüdern und seinem Vater Gian Corrado Orsini als Krüppel verachtet und verhöhnt. Als er ein junger Mann ist, schickt ihm sein Vater die Kurtisane Pantasilea – wohl wissend, dass er sexuell versagen wird. Gian Corrado wird im Krieg verwundet und stirbt wenig später. Sein ältester Sohn Girolamo stürzt von einer Klippe, so dass Pier Francesco die Herzogswürde erbt. Er heiratet die schöne Julia Farnese, auf die ihn seine Großmutter Diana hingewiesen hatte. Doch auch diese Beziehung bleibt unbefriedigt, und Julia betrügt ihn mit seinem jüngeren Bruder Maerbale. Pier Francesco lässt Maerbale daraufhin von seinem treuen Sklaven Abul ermorden – der Grund für die Rache von Maerbales Sohn Nicolás.

### Erster Akt
1. Bild. „Der Trank“
Bei geschlossenem Vorhang singt ein Hirtenjunge zur Melodie Lamento di Tristano aus dem 14. Jahrhundert, nur begleitet von der Harfe, dass er niemals mit dem von seinen Sünden geplagten Herzog tauschen wolle.
Ein Teil des in Nebel gehüllten Schlossparks von Bomarzo mit Gittern, Bäumen und Felsen; im Hintergrund der Eingang zum „Höllenrachen“
Auf der rechten Seite steigt der Herzog von Bomarzo, Pier Francesco Orsini, mit seinem Neffen Nicolás Orsini und dem Astrologen Silvio de Narni eine gewundene Treppe herab. Letzterer hält einen leuchtenden Kelch in der Hand. Pier Francesco wird vom Lied des Hirtenknaben an seine Kindheit erinnert. Er fühlt sich von seinem bisherigen Leben enttäuscht. Silvio weist ihn darauf hin, dass das Horoskop ihm ein einzigartiges Schicksal und ewiges Leben vorausgesagt habe. Doch dazu müsse er den mitgebrachten Trank zu sich nehmen. Pier Francesco trinkt, bricht dann aber vor Krämpfen zusammen. Die Stimme seiner Großmutter Diana Orsini ruft, dass der Trank vergiftet war: Pier Francesco wurde verraten und muss sterben. Als der Hirtenjunge im Nebel sichtbar wird, versucht Pier Francesco vergeblich, sich ihm zu nähern. Das Kind läuft davon. Der Vorhang senkt sich teilweise und hebt den Eingang zur Höhle hervor, der eine Inschrift trägt: „Lasst alle Gedanken zurück, die ihr eintretet“. Pier Francesco beginnt zu halluzinieren.
2. Bild. „Pier Francescos Kindheit“
Raum im Schloss von Bomarzo mit Zugang zu einer Geheimkammer im zweiten Stock rechts
Im von vier Kandelabern beleuchteten Raum befinden sich ein Sofa und mehrere offene Truhen. Kleidung und Schmuckstücke liegen durcheinander auf dem Boden und auf den Möbeln. Pier Francescos Brüder Girolamo und Maerbale, im Kindesalter, spielen mit den Kostümen. Der kleine Pier Francesco betrachtet sie aus einer Ecke. Die beiden Brüder wollen ihm die Schuld in die Schuhe schieben, falls sich jemand über die Unordnung beschweren sollte. Sie piesacken ihn, machen sich über seinen Buckel lustig und verkleiden ihn erst als Narren, dann als Frau. Im Spiel vermählt Maerbale als Kardinal den zukünftigen Herzog Girolamo mit Pier Francesco. Girolamo stolpert und ergreift dabei einen zwischen dem Geschmeide liegenden Anhänger, den er brutal an Pier Francescos Ohr befestigt. Ihr Vater Gian Corrado erscheint, beschimpft Pier Francesco als Schande für die Familie und steckt ihn zur Strafe in die Geheimkammer, wo er zu seinem Schrecken ein Skelett erblickt. In seiner Phantasie fängt dieses an zu tanzen und ihn zu jagen.
3. Bild. „Das Horoskop“
Privatgemächer des jungen Pier Francesco; im Hintergrund eine Terrasse
Pier Francesco und Silvio stehen als junge Männer an einem Tisch voller Bücher. Silvio erklärt Pier Francesco das Horoskop, in dem seine Unsterblichkeit vorausgesagt wird. Pier Francesco glaubt, dass sein Vater seinen Untergang wünsche und ihn nicht leben lassen werde. Daraufhin beschwört Silvio Dämonen, die seine Wünsche erfüllen sollen. Pier Francesco schreit entsetzt auf. Gleichzeitig sind aus dem Garten klagende Rufe von Pfauen zu hören – für Pier Francesco ein böses Omen. Diana erscheint auf der Terrasse und berichtet, dass ein Bote aus dem von seinem Vater belagerten Florenz gekommen sei: Der Herzog wurde schwer verwundet. Pier Francesco glaubt, dass nach dessen Tod sein Bruder Girolamo die Herzogswürde erben wird. Silvio bezweifelt das. Die beiden gehen auf die Terrasse, um nach dem Herzog Ausschau zu halten.
4. Bild. „Pantasilea“
Schlafzimmer der Kurtisane Pantasilea in Florenz mit prächtigem Bett, großem Schrank und vielen Spiegeln
Gian Corrado hat seinem Sohn eine Kurtisane geschickt, um ihn zu demütigen. Während sie auf Pier Francesco wartet, singt sie ein Loblied auf Florenz, zu dem sie sich selbst auf der Laute begleitet. Dabei wird sie immer wieder von den Schreien der Pfauen gestört. Als der mit einem wertvollen Halsband geschmückte Pier Francesco mit seinem schwarzen Sklaven Abul eintrifft, ist sie insgeheim schockiert über seinen Buckel. Pier Francesco schickt Abul zögernd hinaus. Die Schönheit der Kurtisane bildet einen starken Kontrast zu der deformierten Gestalt Pier Francescos, die er selbst zu seinem Entsetzen in den Spiegeln wahrnimmt. Pantasilea fordert ihn auf, diese zu vergessen: „Zerbrich den Spiegel, den du in dir trägst.“ Als Gegengabe für das Halsband solle er sich etwas von ihren eigenen Schätzen aussuchen. Er öffnet den Schrank, in dem sich verschiedene Aphrodisiaka befinden, darunter Schädel, Knochen, einbalsamierte Kröten und undefinierbare Tinkturen. Entsetzt ruft er nach seinem Diener, der ihn aus dem Raum zieht. Pantasilea lacht auf.
5. Bild. „Am Tiber“ / „Der Tod Girolamos“
Morgens; ländliche Gegend in Bomarzo; links der teilweise hinter einem Felsen verborgene Tiber
Diana Orsini unterhält sich mit ihrem Enkel über die schwere Verletzung des Herzogs, von der er sich wohl nicht mehr erholen werde. Pier Francesco geht weiterhin davon aus, dass sein Bruder Girolamo die Nachfolge antreten und ihn selbst aus dem Weg räumen werde. Diana erinnert ihn in die Prophezeiung: Der „große Bär der Orsini“ werde ihn beschützen. Girolamo erscheint halbnackt auf dem Felsen und belauscht die beiden. Sie bemerken ihn erst, als er grob in Lachen ausbricht. Diana schickt ihre Hofdamen fort. Girolamo behauptet, der Schutz des Bären gelte ihm selbst, dem starken Krieger. Doch dann rutscht er aus, fällt vom Felsen und bricht sich den Hals. Als Pier Francesco ihm helfen will, hält ihn seine Großmutter zurück: „Komm mit mir, Herzog. Komm, Herzog von Bomarzo für immer.“
6. Bild. „Pier Francesco Orsini, Herzog von Bomarzo“
Hauptsaal des Schlosses mit Trophäen und Ahnengemälden; links eine große Tür
Vor den versammelten Höflingen wird Pier Francesco zeremoniell zum Herzog von Bomarzo erklärt. Glocken läuten, und Kardinal Orsini segnet den vor ihm knienden Herzog. Anschließend führt Diana ihren Enkel zur jungen schönen Julia Farnese. Zu Pier Francescos Missfallen nimmt sein Bruder Maerbale sie an der Hand und führt sie an der Spitze der Parade hinaus auf die Terrasse. Pier Francesco bleibt nur die Begleitung seines Sklaven Abul. Eine vermummte Person nähert sich, scheinbar um ihm zu huldigen. Doch unter seinem Umhang zeigt sich eine gesichtslose Gestalt in der Kleidung seines verstorbenen Vaters. Erschrocken erzählt er seiner Großmutter von der Erscheinung. Diese versichert ihm, dass es in Bomarzo keine Geister gebe. Er solle sich lieber um Julia Farnese bemühen, deren Onkel bald zum Papst gewählt werde. Doch Pier Francesco glaubt nicht, dass sie ihn jemals lieben könne.
7. Bild. „Das Fest in Bomarzo“
Terrasse neben dem Saal; an der Seite die groben Mauern des alten Schlosses; Brunnen im Hintergrund; Lampen zwischen den Bäumen
Neben dem mit dem Orsini-Wappen gekrönten Eingangstor grübelt Pier Francesco über sein Schicksal. Unterdessen zieht sich Maerbale mit Julia zurück. Die Höflinge tanzen einen „Passamezzo“. Pier Francescos Traum, Herr über Bomarzo zu werden, hat sich nun erfüllt. Er vergleicht sein rätselhaftes Leben mit den Geheimnissen der noch unbehauenen Steine (die späteren „Grotteschi“) im Garten. Die Szene verdunkelt sich, und wie in einem Traum sieht er sich selbst mit Julia, Pantasilea und Abul eine „Gagliarda“ tanzen. Anschließend versuchen die drei abwechselnd, von ihm Besitz zu ergreifen. Es wird wieder heller. Verschiedene Paare maskierter Tänzer erscheinen. Die Frauen ziehen sich nach einer Weile zurück, doch die Männer nehmen ihre Kostüme ab und geben sich als idealisierte Ebenbilder Pier Francescos zu erkennen, die ihn umringen und auf die Terrasse drängen.
8. Bild. „Das Bildnis des Lorenzo Lotto“
Arbeitszimmer Pier Francescos wie im dritten Bild; an einer Seite sein von Lorenzo Lotto gemaltes Portrait, auf der anderen ein großer mit einer Leinwand verhängter Spiegel
Nach der Heimkehr von der Schlacht gegen Karl V. in der Picardie betritt der Herzog in Lederkleidung den Raum, gefolgt von Abul. Pier Francesco bewundert sein idealisiertes Porträt Lorenzo Lottos mit den perfekten Zügen. Er ist mit sich zufrieden, gesteht Abul seine Zuneigung und denkt über das Mysterium der Liebe nach. Da ihm Ruhm auf dem Schlachtfeld versagt bleibt, glaubt er, sein eigener Ruhm liege anderswo – versteckt zwischen den Felsen in Bomarzo. Er zieht die Leinwand vom Spiegel und erschreckt über die Monstrosität seines wahren Äußeren. Ein Chor erinnert ihn an die Vorhersage seiner Unsterblichkeit. Sein Abbild im Spiegel verwandelt sich in eine Teufelsgestalt mit den Zügen des späteren Höllenrachens. Pier Francesco zerschmettert den Spiegel mit seinem Helm.

### Zweiter Akt
9. Bild. „Julia Farnese“
Saal im Palast von Galeazzo Farnese in Rom; auf der rechten Seite eine Treppe zu einem Balkon
Vom Balkon aus beobachtet Pier Francesco eifersüchtig Julia und Maerbale, die begleitet von einer Drehleier ein Madrigal über die höfische Liebe singen. Er steigt unbemerkt die Treppe herunter. Eines der Kammermädchen reicht Maerbale ein Glas Rotwein, das dieser Julia anbietet. Pier Francesco entreißt es ihm, um es ihr selbst zu geben. Dabei verschüttet er den Wein über Julias Kleid. Erschrocken über dieses weitere böse Omen schreit er auf.
10. Bild. „Das Brautgemach“
Gemach im Schloss von Bomarzo
Julia und Pier Francesco haben geheiratet. Der von Kardinal Orsini angeführte Brautzug, in dem sich auch Diana, Silvio und Maerbale befinden, führt das Paar ins Brautgemach. Nachdem sich die Gäste zurückgezogen haben, wird Julia von ihren Kammermädchen entkleidet. Sie singt erneut das Madrigal der vorhergehenden Szene. Pier Francesco fordert sie auf, das unglückselige Lied zu vergessen. Stattdessen solle sie sich die römischen Wandteppiche ansehen, in denen sich die Lilien und Rosen ihrer beider Wappen vereinigen. Plötzlich vermeint er darin einen Dämon mit Totenmaske zu erblicken, schlägt mit den Fäusten auf den Teppich und scheucht die Dienerinnen aus dem Zimmer. Julia fällt erschüttert auf die Knie.
11. Bild. „Der Traum“
Derselbe Schlafraum, aber etwas weiter in der Ferne; in surreales Licht gehüllt
Während Julia auf dem Bett schläft, grübelt der Herzog über den Fluch seines Lebens nach. Trotz der Heirat ist er nicht fähig, Julia zu besitzen. Er setzt sich neben sie auf das Bett und fällt in Wahnvorstellungen, in denen die zukünftigen Steinmonster seines Gartens auftauchen. Körperlose Abbilder von Julia und ihm selbst bewegen sich auf den Wald zu, der von nackten ockerfarbenen, blauen und gelben Männern und Frauen – wie in den etruskischen Gemälden Bomarzos – bevölkert ist. Die Gestalten beginnen einen erotischen Tanz, an dem auch die Figuren von Julia, Vicino und Maerbale teilhaben, bis die beiden ersteren zu Boden fallen und die Traumszene verschwindet. Pier Francesco fühlt sich schmerzhaft an sein Kindheitserlebnis mit dem Skelett erinnert.
12. Bild. „Der Minotaurus“
Galerie in Bomarzo mit Büsten von römischen Kaisern, die in einem Halbkreis angeordnet sind und sich wie eine Allee nach hinten ins Dunkel entfernen
Im Zentrum des Halbkreises befindet sich eine Marmorstatue des Minotauros mit zerstörtem Gesicht wie im Vatikan-Museum. Der Herzog kommt aus dem Hintergrund die Reihe der Statuen entlang und bleibt neben dem Minotauros stehen, den er als Bruder grüßt. Beide sind missgestaltet, und Vicino fühlt sich inmitten seiner Ahnen wie dieser zwischen den ihm fremden Kaisern. Plötzlich erscheint hinter dem Minotauros ein junges halbnacktes Paar, das sich dort geliebt hatte, und läuft davon. Pier Francesco umarmt und küsst die Statue.
Villanella
Stimmen aus dem Hintergrund fordern Pier Francesco auf, sich die Steine im Mondlicht anzusehen, wenn er mehr über sie erfahren möchte.
13. Bild. „Maerbale“
Garten des Schlosses von Bomarzo; Nacht; auf einer Seite ein Turm mit dem Balkon, der von Julias Schlafzimmer zu einer Außentreppe führt
Pier Francesco verdächtigt Julia, ihn mit seinem Bruder zu betrügen. Um darüber Aufklärung zu erhalten, lockt er Maerbale mit Silvios Hilfe in Julias Gemach, wo er ihr Gespräch belauscht. Maerbales Sohn Nicolás beobachtet das Geschehen unbemerkt ebenfalls. Tatsächlich küssen sich Maerbale und Julia. Zornig befiehlt Pier Francesco seinem Sklaven Abul, Maerbale zu erstechen. Julia und Nicolás bemerken ihn jedoch. Maerbale flieht, verfolgt von Abul. Pier Francesco umarmt seine Frau gewaltsam.
14. Bild. „Die Alchemie“
Silvios Raum im Keller des Schlosses mit Öfen, Blasebälgen, Retorten, Destillierkolben, Echsenskeletten sowie dem Horoskop
Pier Francesco und Silvio befinden sich inmitten von fantastisch gekleideten Statuen von Zauberern und Alchemisten der Vergangenheit. Der Astrologe ist dabei, für ihn den Trank zusammenzumischen, durch den der Herzog die vorhergesagte Unsterblichkeit erlangen soll. Pier Francesco hat mittlerweile die Monstergestalten des Parks fertigstellen lassen, welche für ihn die verschiedenen quälenden Episoden seines Lebens symbolisieren. Silvio beschwört die alten Zauberer. Diese erwachen und tanzen im Halbdunkel um die beiden herum. Nicolás, der unbemerkt eingetreten ist und sich zwischen den Statuen versteckt hat, vergiftet den Trank, um den Mord an seinem Vater zu rächen. Der Stimmen der Alchimisten warnen Pier Francesco, dass er die höchsten Mächte herausgefordert habe, ohne eine andere Waffe zu besitzen als seine Liebe für Bomarzo. Sie verwüsten das Zimmer.
15. Bild. „Der Garten der Ungeheuer“
Szene wie im ersten Bild des ersten Akts; der Höllenrachen in der Ferne links; Nebel im Mondlicht
Nach Ende der Halluzinationen sieht man den Herzog sterbend im Sacro Bosco. Diana verweist noch einmal auf den Verrat – der Ursache seines Todes. Pier Francesco stirbt auf den Stufen zum Höllenrachen. Der Hirtenjunge kehrt zögernd zurück, kniet vor ihm nieder und küsst sein Gesicht, bevor die Oper mit einer Wiederholung seines Gesangs der Eingangsszene endet. Der Nebel breitet sich aus, und Stille beherrscht die Szene.

## Gestaltung
Die fünfzehn Szenen sind kreisförmig angeordnet. Das Ende der Rückblenden-Szenen führt wieder in die Ausgangssituation der ersten Szene zurück, wobei das Hirtenlied eine musikalische Klammer bildet. Die einzelnen Bilder sind durch Orchesterzwischenspiele voneinander getrennt. Jede einzelne Szene ist in sich dramaturgisch stringent aufgebaut und besteht aus den Teilen Exposition, Krise und Auflösung.
Zentrale Themen der Oper sind physische Angst und Unvergänglichkeit/Unsterblichkeit. Letztere wird durch die „Grotteschi“ in Vicinos Garten symbolisiert und steht in starkem Kontrast zu seinen Lebensqualen und Ängsten. In den mittleren Szenen werden weitere gegensätzliche Motive behandelt: Die Figuren von Pantasilea, Julia Farnese und Abul stehen für die unterschiedlichen Ausprägungen der Liebe, der Hirtenknabe und Julia für die Unschuld, das Gemälde Lorenzo Lottos für die Schönheit. Pier Francesco selbst bildet dazu den Widerpart mit seinen Erfahrungen von Ablehnung, Schuld und körperlicher Deformation. Die gesuchte Unvergänglichkeit findet er erst, als er seine eigenen Mängel mit den dauerhaften grotesken Steinfiguren identifiziert. Diese werden im 14. Interludium (nach Szene 14, „Elegie auf den Tod von Pier Francesco“) auch zur „ästhetische[n] Lösung seiner gespaltenen Existenz“.
Der Chor singt unsichtbar aus dem Orchestergraben. Er wird sehr differenziert eingesetzt und verwendet Techniken wie Zischen, Summen, Schreie oder chorisches Sprechen. Im Prolog wird das Flüstern der steinernen Statuen durch isolierte Konsonanten evoziert. Häufig umkreist der Chor in Vierteltönen einen Hauptton.
Ginastera nutzte in Bomarzo verschiedene historische Formen wie Variationssätze, frühbarocke Tänze oder madrigalhafte Chöre. Die Tänze erinnern an Igor Strawinsky und an die Jazz-Anklänge der West Side Story Leonard Bernsteins. Der „nebelhafte“ Beginn der Oper lässt an das Vorspiel von Wagners Rheingold denken.
Die Musik beruht hauptsächlich auf Zwölftonreihen. Weitere Elemente sind Mikroton-Reihen, Aleatorik und Clusterbildungen. Die wichtigste Reihe enthält sämtliche Intervalle (dieselbe „Allintervallreihe“ hatte 1958 bereits Karl-Birger Blomdahl für seine Weltraumoper Aniara genutzt). Sie repräsentiert als chromatischer Cluster die unveränderliche Zeitlosigkeit der Steine. Die kreisförmige Anordnung der Szenen spiegelt sich auch in der Verwendung dieses Clusters. So beginnt und endet die Oper mit dem Cluster auf der Grundnote C, während er zu Beginn des zweiten Akts auf G basiert. Dieser Quintabstand (Tonika/Dominante) findet eine erneute Verwendung zwischen dem Hirtenlied (I.1, Zentrum auf A) und Julias Madrigal (II.9, Zentrum auf E). Trotz der Anwendung von Prinzipien der Zwölftontechnik verzichtet Ginastera (wie vor ihm Alban Berg) nicht auf die Zusammenhang stiftenden Merkmale der tonalen Musik.
Von der Grundreihe der „Unvergänglichkeit“ abgeleitet sind weitere Reihen. Die beiden wichtigsten davon repräsentieren den „Traum“ und den „Tod“. Das erotische Ballett im 7. Bild besteht ausschließlich aus von der „Traum“-Reihe abgeleitetem Material. Am Anfang dieser Szene steht ein „Passamezzo“ aus Teilen von vier Varianten der Reihe. Der folgende Monolog Vicinos fängt mit dem ersten Hexachord der Reihe an. Den Höhepunkt der Szene bilden eine „Gagliarda“ für Violoncello und Cembalo und eine Orchester-„Mascherata“ mit einem Zitat des Dies irae, die in einem Unisono-Fortissimo auf dem Ton G gipfelt – das exakte Zentrum der Oper. Der wiederkehrende Unsterblichkeits-Traum Vicinos wird im gesamten Verlauf der Oper durch ein aus den ersten beiden Tetrachorden der „Traum“-Reihe zusammengesetztes Motiv dargestellt, das Ginastera beinahe wie ein Leitmotiv einsetzt.
Das achte Bild behandelt den Wendepunkt in Vicinos Leben. Nach seiner Rückkehr von der Schlacht betrachtet er zuerst sein geschöntes Portrait Lottos – doch dann erblickt er sein wahres Gesicht im Spiegel, das sich in das Ungeheuer des Teufelsrachens verwandelt. Im anschließenden zweiten Akt fungieren die bereits genannten Cluster der Grundreihe als strukturbildende „Pfeiler“. Von nun an gewinnt die „Todes“-Reihe an Bedeutung. Die Musik des 12. Interludiums („Villanella“), in dem die Steine den Tod symbolisieren, basiert vollständig auf dieser Reihe. Im 14. Interludium (s. o.) verschmelzen die „Traum“- und die „Todes“-Reihe miteinander. Die Unvergänglichkeit beinhaltet sowohl den Traum als auch den Tod.

### Orchester
Die Orchesterbesetzung der Oper enthält die folgenden Instrumente:
- Holzbläser: zwei Flöten (2. auch Piccolo), zwei Oboen (2. auch Englischhorn), zwei Klarinetten (2. auch Klarinette in Es und Bassklarinette), zwei Fagotte (2. auch Kontrafagott)
- Blechbläser: drei Hörner, drei Trompeten, drei Posaunen
- vier Pauken, Schlagzeug (drei Spieler):
  - Xylophon, Röhrenglocken, drei Crotales, drei hängende Becken, fünf Bongos, Guiro, fünf Kuhglocken, Tamburin,  zwei dünne Metallplatten, kleine japanische Wind chimes
  - Glockenspiel, drei Triangeln, drei Tamtams, fünf Tomtoms, fünf Tempelblocks, Tamburin, Pellet bells, Klapper, mittelgroße japanische Wind chimes
  - Röhrenglocken, acht kleine hängende Becken, drei tiefe chinesische Gongs, kleine Trommel mit Schnarrsaiten, kleine Trommel, Wirbeltrommel, große Trommel, fünf Holzblöcke, Tamburin, große japanische Wind chimes, Ratsche, Hyoshigi
- Cembalo, Klavier (auch Celesta)
- Mandoline
- Harfe
- Streicher (1. Viola auch Viola d’amore, 1. Cello auch Viola da gamba, fünfsaitige Kontrabässe)

## Werkgeschichte

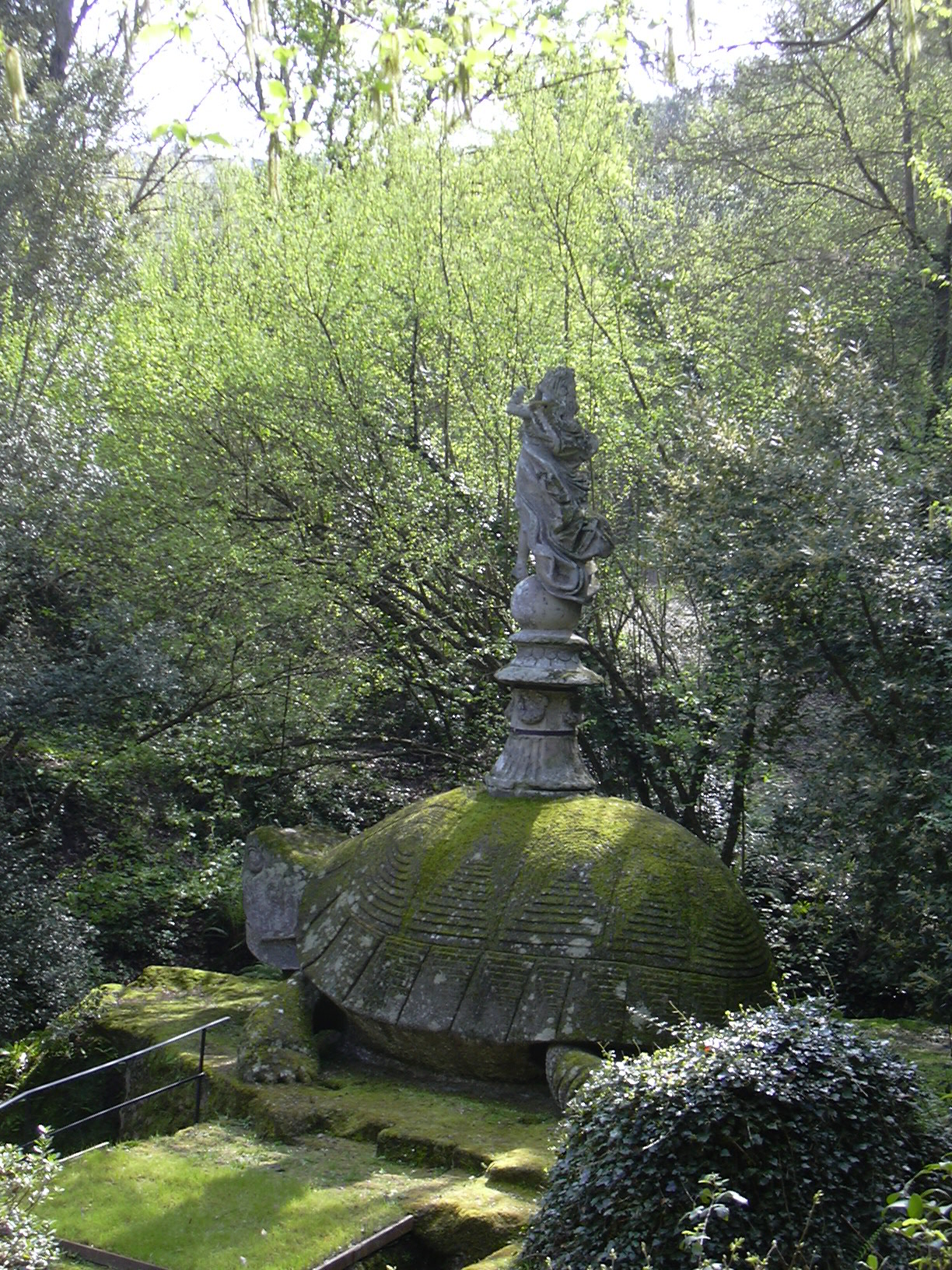
Die steinerne Schildkröte

Das Libretto der Oper stammt von Manuel Mujica Láinez. Er schrieb es nach seinem eigenen gleichnamigen Roman von 1962, den er am Ort der Handlung im Sacro Bosco, dem „Park der Ungeheuer“ Vicino Orsinis bei Bomarzo, entworfen hatte. Die Idee zu dem „Bild eines gequälten buckligen Menschen“, der von seiner Angst vor dem Tod und der Ablehnung durch die Mitmenschen gepeinigt wird, hatte er beim Anblick der dortigen steinernen Schildkröte, „die ihr Schicksal auf dem Rücken trägt“. Wegen seiner körperlichen Beeinträchtigung war Vicino nicht fähig zu einem Leben als Soldatenführer. Er widmete sich daher ganz seinen Neigungen zur Wissenschaft, Alchemie und Magie. Ursprünglich wollte er mit den Steinfiguren in seinem Garten eine arkadische Landschaft aufbauen. Als er jedoch nach dem Tod seiner Ehefrau in Depressionen stürzte, entwickelte er stattdessen die dämonischen „Grotteschi“.
Der in den Jahren 1512 bis 1572 spielende Roman behandelt Vicinos fiktives inneres Leben im Kontext der Renaissance und verwertet dabei auch Zeitdokumente von Benvenuto Cellini (Autobiografie) oder Torquato Tasso sowie Alfred de Mussets Drama Lorenzaccio von 1834. Das Buch wurde ein Bestseller und mit mehreren Preisen ausgezeichnet.
1964 schuf Láinez daraus zunächst den Text für eine gleichnamige Kantate Alberto Ginasteras. Als dieser 1965 von Hobart Spalding den Auftrag zu einer Bühnenfassung für die Opera Society of Washington erhielt, erstellte Láinez daraus ein Opernlibretto. In dieser Fassung verarbeitete Láinez wesentliche Bestandteil des Romans in einer Reihe von „kreisförmig angelegten Bildern“.
Ginastera komponierte die Oper in den Jahren 1966 und 1967 als „Psychogramm“ von Vicinos Ängsten in Form von Erinnerungen an seine Demütigungen und sexuellen Wünsche. So entstand eine „monströse Alptraum“-Oper, die der Komponist selbst mit den Worten „Sex and Violence“ kennzeichnete.
Bei der Uraufführung am 19. Mai 1967 im Lisner Auditorium in Washington, D.C. dirigierte Julius Rudel Orchester und Chor der Washington Opera Society. Regie führte Tito Capobianco. Es sangen Salvador Novoa (Pier Francesco Orsini), Richard Torigi (Silvio de Narni), Michael Devlin (Gian Corrado Orsini), Robert Gregori (Girolamo), Brent Ellis (Maerbale), Joaquín Romaguera (Nicolás Orsini), Isabel Penagos (Julia Farnese), Joanna Simon (Pantasilea), Claramae Turner (Diana Orsini), Nico Castel (Bote) und David Prather (Hirtenknabe). Ein Mitschnitt wurde auf CD veröffentlicht. Im folgenden Jahr 1968 wurde die Oper mit weitgehend denselben Ausführenden auch an der New York City Opera gespielt.
Die Oper wurde bei der Uraufführung begeistert aufgenommen. Die in Ginasteras argentinischer Heimat in Buenos Aires geplante Folgeaufführung wurde allerdings vom diktatorischen Regime Juan Carlos Onganías wegen der deutlichen erotischen Elemente abgesetzt (eine Kritik bezeichnete die Oper als „Porno in Belcanto“). Ginastera reagierte darauf mit einem Spielverbot seiner Werke in Argentinien. Der Komponist Luigi Nono, der sich zu diesem Zeitpunkt in Buenos Aires aufhielt, schloss sich ihm aus Solidarität an. Bomarzo konnte erst 1972 unter der Leitung von Antonio Tauriello am Teatro Colón aufgeführt werden. An dieser Produktion nahmen mehrere Mitwirkende der Uraufführung (Novoa, Turner, Simon, Penagos) teil. Außerdem sangen Renato Cesari und Ricardo Catena.
Die europäische Erstaufführung fand 1970 in Kiel statt. Im selben Jahr dirigierte Ferdinand Leitner auch eine Produktion in Zürich in einer Inszenierung von Imo Moszkowicz mit den Sängern Sven Olof Eliasson, Roland Hermann, Erika Wien, Carol Smith, Renate Lenhart und Howard Nelson. Es handelte sich um Aufführungen in deutscher Sprache in einer Übersetzung von Ernst Roth.
1969 wurde die Oper in Los Angeles gespielt. 1976 gab es im London Coliseum eine englische Fassung (Übersetzung: Lionel Salter) als Koproduktion der New Opera Company und der English National Opera unter der musikalischen Leitung von Leon Lovett und der Regie von Anthony Besch. Es sangen Graham Clark, Geoffrey William Chard, Sarah Walker, Katherine Pring, Barbara Walker und Niall Murray. Ebenfalls 1976 wurde sie auf Französisch (Übersetzung: Carlos Tuxen Bang) in Straßburg gespielt.
Das Teatro Colón zeigte 2003 eine Neuproduktion der Oper unter der musikalischen Leitung von Stefan Lano und der Regie von Alfredo Arias mit Bühnenbildern von Roberto Plate.
Jerry Birgnone schuf 2007 einen experimentellen Dokumentarfilm mit einer aus dem Mitschnitt der Uraufführung erstellten freien Bearbeitung der Oper.
2017 wurde Bomarzo in einer Inszenierung von Pierre Audi im Teatro Real in Madrid gespielt. Dirigent war David Afkham, und die Choreografie stammte von Jonathan Lunn. Die Hauptrolle des Pier Francesco Orsini sang John Daszak. Ein Videomitschnitt der Produktion wurde im Rahmen der Opera Platform im Internet gezeigt.
Ginastera extrahierte 1967 eine Instrumentalsuite mit ersetzten Gesangspartien, die 1970 in überarbeiteter Gestalt uraufgeführt wurde.

## Aufnahmen
- Mai 1967 – Julius Rudel (Dirigent), Orchester und Chor der Washington Opera Society.
 Salvador Novoa (Pier Francesco Orsini), Richard Torigi (Silvio de Narni), Michael Devlin (Gian Corrado Orsini), Robert Gregori (Girolamo), Brent Ellis (Maerbale), Joaquin Romaguera (Nicolás Orsini), Isabel Penagos (Julia Farnese), Joanna Simon (Pantasilea), Claramae Turner (Diana Orsini), Nico Castel (Bote), David Prather (Hirtenknabe).
 Besetzung der Uraufführung.
 CBS 32 31 0006 (3 LPs).[8]
- 24. April 2017 – David Afkham (Dirigent), Orchester und Chor des Teatro Real, Pierre Audi (Inszenierung), Urs Schönebaum (Bühne und Licht), Wojciech Dziedzic (Kostüme), Amir Hosseinpour und Jonathan Lunn (Choreografie).
 John Daszak (Pier Francesco Orsini), Thomas Oliemans (Silvio de Narni), James Creswell (Gian Corrado Orsini), Germán Olvera (Girolamo), Damián del Castillo (Maerbale), Albert Casals (Nicolás Orsini), Nicola Beller Carbone (Julia Farnese), Milijana Nikolic (Pantasilea), Hilary Summers (Diana Orsini), Francis Tójar (Bote).
 Video; live aus dem Teatro Real in Madrid.
 Videostream auf The Opera Platform.[11]